# Buchanan (Virginia)
Buchanan è un comune degli Stati Uniti d'America, situato nello Stato della Virginia, nella Contea di Botetourt.